# KISS OF LIFE (음악 그룹)
키스 오브 라이프(KISS OF LIFE)는 대한민국의 4인조 다국적 걸그룹이다. S2 엔터테인먼트 소속으로, 2023년 7월 5일에 데뷔하였다.

## 구성원
| 이름 | 소개 |
| ---- | --- |
| 쥴리 | - 본명 : Julie Han - 생년월일 : 2000년 3월 29일(25세) - 출생지 : 미국 하와이주 호놀룰루 - 국적 : 대한민국, 미국 - 활동기간 : 2023년 7월 5일 ~ 현재                 |
| 나띠 | - 본명 : 아낫차야 수풋티퐁 - 생년월일 : 2002년 5월 30일(23세) - 국적 : 태국 - 출생지 : 방콕 - 활동기간 : 2023년 7월 5일 ~ 현재                                     |
| 벨   | - 본명 : 심혜원 - 생년월일 : 2004년 3월 20일(21세) - 출생지 : 미국 워싱턴주 시애틀 - 국적 : 대한민국, 미국 - 가족 : 아버지 심신 - 활동기간 : 2023년 7월 5일 ~ 현재 |
| 하늘 | - 본명 : 원하늘 - 생년월일 : 2005년 5월 25일(20세) - 국적 : 대한민국 - 출생지: 수원시 팔달구 지동 - 활동기간 : 2023년 7월 5일 ~ 현재                               |

## 음반

### EP
- 2023년 7월 5일 《KISS OF LIFE》
- 2023년 11월 8일 《Born to be XX》
- 2024년 10월 15일 《Lose Yourself》
- 2025년 6월 9일 《224》

### 디지털 싱글
- 2024년 7월 1일 《Sticky》
- 2024년 10월 4일 《R.E.M》 (미니 3집, 선공개곡)
- 2025년 5월 7일 《KISS ROAD》 (스페셜)

### 싱글
- 2024년 4월 3일 《Midas Touch》

## 음반 외 활동

### 시구 및 시타
- 2023년 9월 3일 KBO 리그 KT vs 키움 - 벨(애국가), 쥴리(시구), 하늘(시타)[2][3]

### 팬미팅
- 2024년 2월 20일 <Hello KISSY> 일본 도쿄 타치가와 스테이지 가든

- 2024년 3월 17일 <Dear KISSY> 태국 방콕 챙와타나홀

### 팬콘
- 2024년 5월 18일 <KEY OF FACTORY> 서울 성신여자대학교 운정그린캠퍼스 대강당

### 월드투어 콘서트
- 2024년 10월 26일 ~ 12월 13일 〈KISS ROAD〉 대한민국 서울, 미국 15개 도시, 캐나다 3개 도시

## 수상

### 가요 프로그램 1위
| 연도            | 수상 내역 (총 4회) |
| --------------- | --- |
| 2024년 (총 3회) | - Sticky (총 2회) - 7월 9일 SBS M 《더 쇼 시즌7》 더 쇼 초이스 - 7월 17일 MBC M 《쇼 챔피언》 챔피언 송 - Get Loud (총 1회) - 10월 29일 SBS M 《더 쇼 시즌7》 더 쇼 초이스 |
| 2025년 (총 1회) | - Lips Hips Kiss (총 1회) - 6월 17일 SBS M 《더 쇼 시즌7》 더 쇼 초이스 |

### 시상식
- 2023년 11월 30일 제31회 《대한민국 문화연예대상》 신인상[4][5][6]
- 2023년 12월 2일 제15회 《멜론뮤직어워즈》 1theK 글로벌 아이콘상[7]
- 2023년 12월 20일 제11회 《대한민국 한류대상》 라이징 스타상 (대중문화부문)[8]
- 2024년 1월 2일 제33회 《서울가요대상》 뉴웨이브 스타상[9]
- 2024년 1월 9일 《2024 대한민국 퍼스트브랜드대상》 신인상 (여자아이돌 부문)[10]
- 2024년 1월 10일 《써클차트 뮤직 어워즈 2023》 뉴 아티스트 오브 넥스트 제너레이션 (차세대 신인상)[11]
- 2024년 2월 18일 《31주년 한터뮤직어워즈 2023》 글로벌 라이징 아티스트상[12]
- 2024년 2월 29일 제21회 《한국대중음악상 2024》 올해의 신인상[13]
- 2024년 5월 9일 《2024 브랜드 고객충성도 대상》 신인상 (여자아이돌 부문)[14]
- 2024년 8월 22일 《2024 케이 월드 드림 어워즈》 K 월드 드림 본상
- 2024년 9월 3일 《2024 올해의 브랜드 대상》 여자아이돌 (라이징스타)[15]
- 2024년 9월 8일 《2024 더 팩트 뮤직 어워즈》 글로벌 핫트렌드상[16]
- 2024년 12월 27일 아시아 아티스트 어워즈 가수 부문 베스트 아티스트상
- 2024년 12월 27일 아시아 아티스트 어워즈 그룹 부문 베스트 뮤지션상
- 2025년 1월 4일 골든디스크 시상식 넥스트 제너레이션상